# Ruben Boumtje-Boumtje
Ruben Bertrand Boumtje Boumtje est un basketteur professionnel né le 20 mai 1978 à Edéa, premier camerounais à avoir été « drafté » par une équipe de la NBA. Ce fut par les Trail Blazers de Portland pendant le Draft 2001 de la NBA. Sa position est pivot.
Il joue trois années pour les Trail Blazers de Portland puis fait partie de l'équipe des Cavaliers de Cleveland où il ne fait aucune apparition. Plus tard, il rejoint le Magic d'Orlando.
Il évolue alors pour le club européen d'ALBA Berlin en ligue allemande de basket-ball (Basketball Bundesliga) pendant la saison 2007-2008. En été 2008, il rejoint une autre équipe allemande : EWE Baskets Oldenburg. Boumtje-Boumtje est champion d'Allemagne en 2008.